# Yoon Ji-sung
Yoon Ji-sung (Hangul: 윤지성, Hanja: 尹智聖, Hán-Việt: Doãn Trí Thánh, sinh ngày 8 tháng 3 năm 1991) là một nam ca sĩ kiêm diễn viên người Hàn Quốc trực thuộc công ty LM Entertainment , cựu trưởng nhóm nhóm nhạc nam dự án Wanna One. Jisung chính thức ra mắt với vai trò là nghệ sĩ solo vào ngày 20 tháng 2 năm 2019 với mini-album Aside và đĩa đơn In the Rain  và ra mắt dưới tư cách là một diễn viên nhạc kịch thông qua vở nhạc kịch mang tên The days (그날들) (công diễn từ ngày 22 tháng 2 - tháng 5/2019).

## Học vấn
| Trường học                                        | Khoa                 | Chú thích     |
| Trường trung học cơ sở Wonju                      | ―                    | Đã tốt nghiệp |
| Trường trung học nghệ thuật truyền thống quốc gia | Sân khấu âm nhạc     | Đã tốt nghiệp |
| Đại học Myongji                                   | Nhạc kịch            | Cử nhân       |
| Đại học Dongguk                                   | Nghệ thuật biểu diễn | Thạc sĩ       |

## Tiểu sử
Jisung tốt nghiệp khoa nhạc kịch trường Đại học Myongji vào năm 2016. Trong suốt 4 năm theo học tại Đại học Myongji, Jisung đã gặt hái được vô cùng nhiều các giải thưởng về Nhạc kịch. Điển hình vào năm 2016. Jisung đã làm đạo diễn cho 1 tiết mục nhạc kịch - tiết mục này đã mang về cho anh và team của mình 5 giải nhất:
- Đạo diễn xuất sắc nhất
- Trang phục xuất sắc nhất
- Kịch bản hay nhất
- Diễn viên chính xuất sắc nhất
- Vở nhạc kịch xuất sắc nhất

Yoon Jisung đã từng tham gia làm diễn viên chính của rất nhiều vở nhạc kịch. Vai đầu tiên là vào năm 2008 - khi đó anh mới 18 tuổi. Cũng chính năm đó Jisung giành được giải Đồng hát nhạc kịch toàn Seoul.

## Sự nghiệp

### Trước khi ra mắt
Jisung đã bắt đầu làm thực tập từ năm cấp 3, bắt đầu gia nhập công ty giải trí ở tuổi 21, đã làm thực tập sinh 7 năm (5 năm 3 tháng ở B2M và MMO, những năm còn lại là ở DSP, CJES, MAROO)
Trước khi trở thành một phần của MMO Entertainment, Yoon Jisung đã từng được đào tạo bởi công ty chủ quản của Eric Nam là B2M Entertainment. Yoon Jisung cũng đã có cơ hội xuất hiện trên các chương trình âm nhạc nhưng chỉ với tư cách là vũ công phụ họa cho nhóm nhạc SPICA.
Vào năm 2013, đáng lẽ đã có kế hoạch cho Yoon Jisung, Choi Taewoong, Joo Jinwoo ra mắt trong nhóm nhạc 8 người với danh nghĩa em trai Spica dưới trướng B2M, nhưng thất bại do B2M sáp nhập với MMO.
Trong thời gian đó, B2M bị sụp đổ và sáp nhập với MMO và hiển nhiên Yoon Jisung trở thành thực tập sinh của MMO Entertainment nhưng thật ra đó chỉ là một phòng tập nhỏ dưới tầng hầm và anh phải ở đó với điều kiện khó khăn cùng 28 nhân viên làm việc khác. Và kể từ khi sáp nhập, kế hoạch comeback của các chàng trai đã bị hủy bỏ một cách không thương tiếc.
Ngày 31 tháng 1 năm 2019, phía LM Entertainment đã thông báo hợp đồng của Yoon Ji Sung đã chính thức chấm dứt với MMO Entertainment. Cựu thành viên Wanna One sẽ gia nhập công ty giải trí LM Entertainment (công ty con mới thành lập của Stone Music Entertainment), chỉ phụ trách quản lý sự nghiệp của hai nam thần tượng là Yoon Jisung và Kang Daniel (sau đó không lâu Daniel đã rời đi).Trên thực tế, LM Entertainment chính là một label dưới trướng tập đoàn CJ E&M, tương tự như Swing Entertainment (nơi đang quản lý Kim Jaehwan). Công ty này không phải là công ty con của MMO Entertainment. Bắt đầu từ ngày 1 tháng 2 năm 2019, Yoon Ji Sung là nghệ sĩ trực thuộc LM Entertainment.

### 2017–2018: Produce 101 Mùa 2 và Wanna One

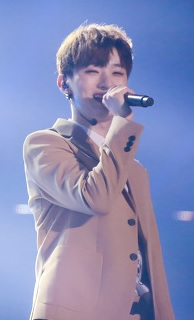
Yoon Ji-sung tại Wanna One Premier Show-con vào ngày 7 tháng 8 năm 2017

Khi tham gia PRODUCE 101 Mùa 2 cùng với các thực tập sinh khác của MMO (Kang Daniel, Joo Jinwoo, Kim Jaehan, Choi Taewoong) và Jisung đã gây ấn tượng với khán giả bởi hàng loạt biểu cảm hài hước, khả năng hoạt ngôn. Ji Sung là tác giả của kiểu vỗ tay xoay tròn huyền thoại được các thực tập sinh bắt chước theo.
Trong đêm chung kết của Produce 101 mùa 2, Jisung đứng thứ 8 chung cuộc và trở thành thành viên của nhóm nhạc nam dự án Wanna One được quản lý bởi YMC Entertainment, Stone Music Entertainment và hiện nay là Swing Entertainment, nhóm sẽ hoạt động cùng nhau trong vòng 1 năm 6 tháng.
Ngày 7 tháng 8 năm 2017, Jisung chính thức ra mắt cùng Wanna One với "Wanna One Premiere Show-con" tại Gocheok Sky Dome cùng mini-album đầu tay mang tên 1X1=1 (TO BE ONE). Jisung cũng là một trong ba thành viên thuộc unit "Lean On Me (린온미)" trong album 1÷x=1 (UNDIVIDED) của Wanna One  cùng Ha Sungwoon, Hwang Minhyun với bài hát "Forever and A Day" do tiền bối Nell sáng tác.
Jisung đã hoàn thành 1 năm 6 tháng hoạt động quảng bá cùng Wanna One sau khi hợp đồng kết thúc vào ngày 31 tháng 12 năm 2018. Dù vậy, Jisung cùng các thành viên còn lại sẽ tham gia vào buổi concert cuối cùng mang tên Therefore' được diễn ra trong vòng 4 ngày từ ngày 24 – 27 tháng 1 năm 2019 như là hoạt động cuối cùng để chia tay người hâm mộ. Concert được tổ chức tại Gocheok Sky Dome ở Seoul, nơi nhóm tổ chức buổi Show-Con đầu tiên.

#### Thứ hạng trongProduce 101 Mùa 2
| Tập      | 1  | 2  | 3 | 5                 | 6  | 8                    | 10                | 11 (Tập cuối)     |
| Thứ hạng | 35 | 19 | 9 | 3 (844,829 phiếu) | 13 | 15 (1.372.652 phiếu) | 9 (333,974 phiếu) | 8 (902,098 phiếu) |

### 2019 - 2020: Hoạt động solo và nhập ngũ, xuất ngũ
Ngày 1 tháng 2 năm 2019, Jisung công bố màu đại diện và logo chính thức.
Ý nghĩa màu đại diện của Jisung:
- Pantone 3242 U: là màu sắc của sự tươi sáng, khiến mọi người xung quanh luôn cảm thấy vui vẻ và tươi mới.
- Pantone 7541 U: màu sắc của những fan luôn bên cạnh Jisung hiện tại và trong tương lai.
- Pantone 250 U: màu sắc đại diện cho tình yêu giữa Jisung và Hột Cơm.

Ngày 10 tháng 2 năm 2019, Jisung thông qua Vlive đã lựa chọn tên fandom chính thức cho fan là Babal (밥알) có nghĩa là Hột Cơm. Jisung trước khi tham gia Produce 101 season 2 đã đăng tải bio trên Instagram là "Hãy cùng bước trên con đường trải đầy cơm". Cùng với đó anh cũng đăng khá nhiều status với nội dung việc ăn uống là quan trọng nhất với mỗi người. Đó cũng là niềm vui của bản thân anh. Nên những người ủng hộ cho anh đã cùng nhau bảo là tụi em sẽ làm những Hột Cơm để trở thành con đường đẹp nhất cho anh có thể bước đi. Anh đã đọc được những điều đó và nói trên sóng truyền hình rằng mình rất cảm động. Nên anh sẽ làm Nồi Cơm để bảo vệ những Hột Cơm của mình.
Ngày 20 tháng 2 năm 2019, Jisung chính thức debut solo với mini-album đầu tay Aside và đĩa đơn In the Rain.Sau ngày đầu mở bán, Aside ghi nhận doanh số bán ra là 11.860 bản, tuần đầu tiên là 31,614 bản.Jisung cũng ra mắt dưới tư cách là một diễn viên nhạc kịch thông qua vở nhạc kịch mang tên The days (그날들) (công diễn từ tháng 2 - tháng 5/2019).
Ngày 23 & 24 tháng 2 năm 2019, Jisung bắt đầu 1st Fan Meeting Tour 'Aside' của mình, đầu tiên là Seoul, sau đó là Macau (2/3), Đài Bắc (9/3), Singapore (15/3) (bị hủy), Malaysia (17/3) (bị hủy), Tokyo (19/3), Osaka (21/3), Băng Cốc 23/3).
Ngày 25 tháng 4 năm 2019, Jisung comeback với special album Dear Diary. Sau ngày đầu mở bán, Dear Diary ghi nhận doanh số bán ra là 12.262 bản, tuần đầu tiên là 21,493 bản và bài hát hát chủ đề I'll be there. 
Ngày 14 tháng 5 năm 2019, Jisung lên đường nhập ngũ và dự kiến sẽ xuất ngũ vào ngày 13 tháng 12 năm 2020.
Ngày 19 tháng 5 năm 2019, Jisung phát hành digital single 동,화 (冬,花)' '"Winter Flower"  do chính tay anh viết lời như một món quà dành tặng người hâm mộ.
Trong thời gian nhập ngũ, Jisung đã tham gia vở nhạc kịch The return: That Day's Promise cùng với SHINee Onew,EXO Xiumin, 2AM Jo Kwon, VIXX N (Cha Hakyeon), Kim Minseok,INFINITE Sungyeol và Sunggyu. Đây là một vở nhạc kịch có nội dung tìm lại những phần hài cốt còn lại của các anh hùng, những người đã chiến đấu bảo vệ đất nước trong suốt cuộc chiến tranh. Nhạc kịch sẽ được tổ chức tại Olympic Park Woori Finance Art Hall từ ngày 22 tháng 10 đến 1 tháng 12 năm 2019 do Bộ chỉ huy quân sự tổ chức.
Năm 2020, vở nhạc kịch The Return quay trở lại, Jisung sẽ không đóng vai Wooju nữa mà sẽ vào vai Seungho (trong quá khứ). Vở nhạc kịch lần này được công diễn từ ngày 4 tháng 6 tới ngày 12 tháng 7 năm 2020.
Ngày 20 tháng 11 năm 2020, LM Entertainment thông báo Jisung bước vào kì nghỉ phép cuối cùng. Do dịch bệnh Covid-19 nên Jisung không phải quay lại doanh trại và sẽ chính thức xuất ngũ vào ngày 13/12.
Ngày 25 tháng 12 năm 2020, Jisung sẽ tổ chức fanmeeting online "Winter, Flowers (Christmas Story)" để gặp gỡ người hâm mộ của mình sau khoảng thời gian nhập ngũ  . Trong phần VCR đặc biệt ,còn có sự góp mặt của các thành viên Wanna One như Kim Jae Hwan, Park Ji Hoon, CIX Bae Jin Young, AB6IX Lee Dae Hwi & Park Woo Jin, và Ha Sung Woon, các anh em đã cùng tham gia vào trò chơi và trang trí cây thông Noel.

### 2021 - nay: Hoạt động trở lại
Ngày 15 tháng 4 năm 2021, Jisung trở lại với mini album thứ 2 mang tên "Temperature of Love"  và bái hát chủ đề "Love Song"

## Danh sách đĩa nhạc

### Sáng tác
| Năm  | Album                            | Bài hát                          | Phần     |
| Năm  | Album                            | Bài hát                          | Viết lời |
| 2019 | '동,화 (冬,花)' '"Winter Flower" | '동,화 (冬,花)' '"Winter Flower" | Yes      |
| 2022 | 'MIRO(薇路)'                     | BLOOM                            |          |

### Mini-album
| Tên                                                                                       | Chi tiết | Danh sách bài hát | Thứ hạng cao nhất | Doanh số      |
| Tên                                                                                       | Chi tiết | Danh sách bài hát | KOR               | Doanh số      |
| Aside                                                                                     | - Phát hành: Ngày 20 tháng 2 năm 2019 - Hãng đĩa: LM Entertainment,Genie Music - Định dạng: CD, Tải nhạc số | Danh sách 1. CIover 2. In the Rain 3. 또 웃기만 해 Who are you? 4. 왜 내가 아닌지 Why not me? 5. 바람 같은 너 You...Like the wind (Feat. 창빈 Changbin of Stray Kids) 6. 쉼표 Slow | 2                 | - KOR: 46.873 |
| Dear Diary                                                                                | - Phát hành: Ngày 25 tháng 4 năm 2019 - Hãng đĩa: LM Entertainment,Genie Music - Định dạng: CD, Tải nhạc số | Danh sách 1. 옆에도 논이 달렸어 (Side,Eye,Moon) 2. 너의 페이지(I'll Be There) 3. 나의 하루 (End Of The Day) 4. 베 옹(Hi Spring) 5. 기직(Miracle)                                   | 4                 | - KOR: 21,674 |
| Temperature of Love                                                                       | - Phát hành: Ngày 15 tháng 4 năm 2021 - Hãng đĩa: LM Entertainment,Genie Music - Định dạng: CD, Tải nhạc số | Danh sách 1. 밤을 핑계 삼아 (Night Walk) 2. Love Song 3. 고민상담 (Love Counseling) 4. Sunday Moon 5. 괜찮아지기를 바라요 (I hope)                                                 |                   |               |
| "—" cho biết album không lọt vào bảng xếp hạng hoặc không được phát hành tại khu vực này. | | |                   |               |

### Đĩa đơn (Singles)
| Tên                                                                                         | Năm  | Thứ hạng cao nhất | Album                       |
| Tên                                                                                         | Năm  | KOR               | Album                       |
| Hát chính                                                                                   |      |                   |                             |
| In the Rain                                                                                 | 2019 | 140               | Aside                       |
| I'll be there                                                                               | 2019 | __                | Dear Diary                  |
| Winter Flower 동,화 (冬,花)                                                                 | 2019 | __                | Winter Flower 동,화 (冬,花) |
| Loe Song                                                                                    | 2021 |                   | Temperature of Love         |
| Nhạc phim                                                                                   |      |                   |                             |
| My Tree(나무)                                                                               | 2021 |                   | How To Be Thirty OST Part.2 |
| "—" cho biết đĩa đơn không lọt vào bảng xếp hạng hoặc không được phát hành tại khu vực này. |      |                   |                             |

### Video âm nhạc
| Năm                      | Tên video âm nhạc            | Ngày phát hành | Album                       |
| Thành viên của Wanna One |                              |                |                             |
| 2017                     | Energetic                    | 7 tháng 8      | 1X1=1 (To Be One)           |
| 2017                     | Burn It Up(Extended Ver.)    | 10 tháng 8     | 1X1=1 (To Be One)           |
| 2017                     | Beautiful (Movie ver.)       | 13 tháng 11    | 1-1=0 (Nothing Without You) |
| 2017                     | Beautiful (Performance ver.) | 20 tháng 11    | 1-1=0 (Nothing Without You) |
| 2018                     | I.P.U (Special Theme Track)  | 5 tháng 3      | 0+1=1 (I Promise You)       |
| 2018                     | Boomerang                    | 19 tháng 3     | 0+1=1 (I Promise You)       |
| 2018                     | Light                        | 4 tháng 6      | 1÷x=1 (Undivided)           |
| 2018                     | Spring Breeze                | 19 tháng 11    | 1¹¹=1 (Power of Destiny)    |
| Nghệ sĩ solo             |                              |                |                             |
| 2019                     | In The Rain                  | 20 tháng 2     | Aside                       |
| 2019                     | I'll be there                | 25 tháng 4     | Dear Diary                  |
| 2021                     | My Tree(나무)                | 3 tháng 9      | How To Be Thirty OST Part.2 |
| 2021                     | Love Song                    | 15 tháng 4     | Temperature of Love         |

## Phim ảnh

### Nhạc kịch
| Năm  | Ngày                     | Tên vở nhạc kịch               | Vai diễn             | Địa điểm                     |
| 2019 | 22 tháng 2 - 6 tháng 5   | The Days                       | Kang MooYeong        | Interpark Hall - Blue Spuare |
| 2019 | 20 tháng 10 - 1 tháng 12 | The return: That Day's Promise | Choi WooJu           | Woori Art Hall               |
| 2020 | 17 tháng 1 - 2 tháng 2   | The return: That Day's Promise | Choi WooJu           | Tour các tỉnh ở Hàn Quốc     |
| 2020 | 4 tháng 6 - 12 tháng 7   | The return: That Day's Promise | Seung Ho ( thời trẻ) | Woori Art Hall               |
| 2020 | 25 - 26 tháng 9          | The return: That Day's Promise | Seung Ho ( thời trẻ) | Phát sóng trực tuyến         |

## Các hoạt động khác

### Chương trình truyền hình
| Năm                      | Tên                                               | Tập             | Kênh       | Ghi chú                                                                                      |
| Thành viên của WANNA ONE |                                                   |                 |            |                                                                                              |
| 2017                     | K-RUSH                                            |                 | KBS World  | Khách mời cùng với Jihoon, Sungwoon, Seongwu, Woojin, Daehwi, Kuanlin                        |
| 2017                     | Happy Together 3                                  | 510 - 511 - 512 | KBS2       | Khách mời với Daniel,Jihoon, Minhyun và SeongWu                                              |
| 2017                     | The Return of Superman                            | 194,195         | KBS2       | Khách mời với Jihoon, SeongWu, Daniel                                                        |
| 2017                     | Idol Men                                          | 20              | tvN        | Cả nhóm                                                                                      |
| 2017                     | SNL Korea 9                                       | Tập 194, 195    | tvN        | Cả nhóm                                                                                      |
| 2017                     | Immortal Songs: Singing the Legend - Summer Story | 318             | KBS2       | Cả nhóm                                                                                      |
| 2017                     | One Night of TV Entertainment                     | __              | SBS        | Cả nhóm                                                                                      |
| 2017                     | A Man Who Feeds the Dog                           | __              | Channel A  | Cả nhóm                                                                                      |
| 2017                     | Weekly Idol                                       | 315-316         | MBC        | Cả nhóm                                                                                      |
| 2017                     | Infinite Challenge                                | 544             | MBC        | Cả nhóm                                                                                      |
| 2017                     | Section TV Entertainment Communication            | __              | MBC        | Cả nhóm                                                                                      |
| 2017                     | MEET&GREET                                        | __              |            | Cả nhóm                                                                                      |
| 2017                     | Master Key                                        | Tập 7,9         | SBS        | Khách mời                                                                                    |
| 2018                     | Amigo TV Season 2                                 | __              | Olleh TV   | Tham gia cùng Jihoon, Sungwoon, Minhyun, Seongwoo, Jaehwan, Woojin, Jinyoung, Daehwi,Kuanlin |
| 2018                     | I Can See Your Voice 5                            | 3               | Mnet       | Cả nhóm                                                                                      |
| 2018                     | Knowing Brothers                                  | 122,156         | JTBC       | Cả nhóm                                                                                      |
| 2018                     | Idol Room                                         | 1,33            | JTBC       | Cả nhóm                                                                                      |
| 2018                     | Happy Together 4                                  | 6               | KBS2       | Cả nhóm                                                                                      |
| 2018                     | School Attack                                     | __              | KBS2       | Cả nhóm                                                                                      |
| 2018                     | Documentary Three Days                            | __              | KBS2       | Cả nhóm                                                                                      |
| 2018                     | Amigo TV Season 4                                 | __              | Olleh TV   | Cả nhóm                                                                                      |
| 2018                     | New Life For Children Radio                       | __              | MBC        | Cả nhóm, Jihoon là người dẫn truyện                                                          |
| 2018                     | Weekly Idol 2                                     | 350             | MBC Every1 | Khách mời cùng với Sungwoon, Daehwi, Kuanlin                                                 |
| 2018                     | Wednesday Food Talk                               | Tập 166         | TvN        | Khách mời cùng Daehwi, Minhyun                                                               |
| 2018                     | Gag Concert                                       | 946             | KBS2       | Khách mời cùng Daehwi, Sungwoon                                                              |
| 2018                     | The Kkondae Live                                  |                 | Mnet       | Khách mời cùng Daehwi, Sungwoon, Jaehwan                                                     |
| Nghệ sĩ solo             |                                                   |                 |            |                                                                                              |
| 2019                     | Weekly Idol 2                                     | 396             | MBC        | Khách mời                                                                                    |
| 2019                     | King Of The Master                                | 185, 186        | MBC        | Thí sinh                                                                                     |
| 2021                     | Crazy Recipe Adventure                            | 4               | MBC        | Người dự thi                                                                                 |

### Chương trình thực tế
| Năm                      | Kênh        | Tên chương trình                         | Tên chương trình                      | Số tập |
| Trước khi ra mắt         |             |                                          |                                       |        |
| 2017                     | Mnet        | Produce 101 Mùa 2                        | Produce 101 Mùa 2                     | 11     |
| Thành viên của Wanna One |             |                                          |                                       |        |
| 2017                     | Mnet        | Wanna One GO                             | Wanna One GO                          | 2      |
| 2017                     | SBS Mobidic | Wanna City                               | Wanna City                            | 4      |
| 2017                     | Mnet        | Wanna One GO: ZERO BASE                  | Wanna One GO: ZERO BASE               | 8      |
| 2017                     | Mnet        | WANNA ONE COMEBACK (Nothing Without You) | 1                                     | 1      |
| 2018                     | Mnet        | WANNA ONE COMEBACK (I Promise You)       | 1                                     | 1      |
| 2018                     | Mnet        | Wanna One GO In Jeju                     | Wanna One GO In Jeju                  | 3      |
| 2018                     | Mnet        | Wanna One GO: X-CON                      | Wanna One GO: X-CON                   | 5      |
| 2018                     | Olleh TV    | Wanna Travel                             | Wanna Travel                          | 12     |
| 2018                     | V Live      | LieV                                     | LieV                                  | 1      |
| 2018                     | V Live      | Star Road                                | Star Road                             | 24     |
| 2018                     | Mnet        | WANNA ONE COMEBACK (Power Of Destiny)    | WANNA ONE COMEBACK (Power Of Destiny) | 1      |
| 2018                     | Olleh TV    | Wanna Travel Season 2                    | Wanna Travel Season 2                 | 9      |
| Nghệ sĩ solo             |             |                                          |                                       |        |

### Quảng cáo (CF)
| Năm                      | Sản phẩm                           | Công ty                  | Nhãn hiệu                     | Chú thích |
| Thành viên của Wanna One |                                    |                          |                               | |
| 2017                     | Quần áo (thể thao)                 | E-Land Group             | K-Swiss                       | Cả nhóm. Hợp tác cùng Park Bogum                                                                                 |
| 2017                     | Ứng dụng điện thoại                | Naver                    | Snow                          | Cả nhóm |
| 2017                     | Dịch vụ thanh toán                 | Samsung                  | Samsung Pay                   | Cả nhóm |
| 2017                     | Nước giải khát (cà phê)            | KOREA YAKULT             | Cold Brew Coffee              | Cả nhóm |
| 2017                     | Quần áo                            | K2 Korea                 | Eider                         | Cả nhóm |
| 2017                     | Máy sưởi ấm tay                    | Wov Korea                | Wov Korea                     | Cả nhóm |
| 2017-2018                | Trò chơi trên điện thoại           | SmileGate                | The Musician                  | Cả nhóm |
| 2017-2018                | Mỹ phẩm                            | AmorePacific             | Innisfree                     | Cả nhóm. Người mẫu online                                                                                        |
| 2017-2018                | Quần áo (đồng phục)                | IVYclub                  | IVYclub                       | Cả nhóm |
| 2017-2018                | Thức ăn (kẹo)                      | Lotte Confectionery      | Yo-Hi, Sô cô la Lactobacillus | Cả nhóm |
| 2017-2018                | Nước giải khát có gas              | Lotte Confectionery      | Millkis Yo-Hi Water           | Cả nhóm |
| 2017-2018                | Thức ăn (gà rán)                   | Mexicana                 | Mexicana Chicken              | Cả nhóm |
| 2017-2018                | Kính áp tròng                      | CLAIRE'S KOREA           | LENS NINE                     | Cả nhóm |
| 2017-2018                | Mỹ phẩm (nước hoa)                 | CEO International        | CLEAN                         | Cả nhóm |
| 2017-2018                | Chuỗi cửa hàng đồ ăn nhanh         | Lotteria                 | Lotteria                      | Cả nhóm |
| 2017-2018                | Tai nghe                           | Mobifren                 | Mobifren                      | Cả nhóm |
| 2017-2018                | Thức ăn (sô cô la)                 | Lotte Confectionery      | Ghana Airlight                | Cả nhóm |
| 2018                     | Quần áo (giày/túi)                 | K2 Korea                 | Eider                         | Cả nhóm |
| 2018                     | Nền tảng ứng dụng di động tổng hợp | Shinhan Bank Super App   | Shinhan Bank Super App        | Cả nhóm |
| 2018                     | Chăm sóc răng miệng                | AmorePacific             | Pleasia                       | Cả nhóm |
| 2018                     | Đồ uống (vitamin)                  | Kwangdong Pharmaceutical | Vita500                       | Cả nhóm |
| 2018                     | Nền tảng ứng dụng di động tổng hợp | Gmarket                  | Gmarket App                   | Cả nhóm |
| 2018                     | Quần áo (thể thao)                 | Reebok Korea             | Reebok                        | Cả nhóm |
| 2018                     | Quần áo                            | CJ O Shopping            | Ce.&                          | Tham gia cùng Jihoon, Sungwoon, Minhyun, Seongwoo, Jaehwan, Woojin, Jinyoung, Daehwi, Kuanlin. Quảng cáo T-shirt |
| 2018                     | Thức ăn (kem)                      | Binggrae                 | Binggrae Supercone            | Cả nhóm |
| 2018                     | Nền tảng ứng dụng di động tổng hợp | Netmarble                | Modoo Marble                  | Cả nhóm. Quảng cáo game                                                                                          |
| Nghệ sĩ solo             |                                    |                          |                               | |

### Người mẫu tạp chí
| Năm                      | Tên tạp chí         | Số phát hành       | Ghi chú                                  |
| Thành viên của Wanna One |                     |                    |                                          |
| 2017                     | 1st Look            | Tháng 7 (Vol.137)  | Cả nhóm                                  |
| 2017                     | CéCi Another Choice | Tháng 8            | Cả nhóm                                  |
| 2017                     | Singles             | Tháng 8            | Cả nhóm                                  |
| 2017                     | Asta TV             | Tháng 8            | Cả nhóm                                  |
| 2017                     | Weekly DongA        | Tháng 9 (Vol.1105) | Xuất hiện cùng Sungwoon, Minhyun, Daehwi |
| 2017                     | CéCi Another Choice | Tháng 10           | Cả nhóm                                  |
| 2017                     | Star1               | Tháng 11 (Vol.68)  | Cả nhóm                                  |
| 2017                     | GQ Korea            | Tháng 11           | Cả nhóm                                  |
| 2018                     | High Cut            | Tháng 2 (Vol.216)  | Cả nhóm                                  |
| 2018                     | Star1               | Tháng 4 (Vol.73)   | Cả nhóm                                  |
| 2018                     | 1st Look            | Tháng 9 (Vol.162)  | Cả nhóm                                  |
| 2018                     | Dicon               | Tháng 12 (Vol.4)   | Cả nhóm                                  |
| Nghệ sĩ solo             |                     |                    |                                          |
| 2019                     | Elle                | Tháng 2            | _                                        |
| 2019                     | Star1               | Tháng 3            | _                                        |
| 2019                     | Singles             | Tháng 5            | 8 trang cá nhân                          |
| 2021                     | Allure              | Tháng 4            |                                          |

### Radio
| Năm                      | Kênh                         | Tên chương trình                      | Ngày        | Chú thích                                                     |
| Thành viên của Wanna One |                              |                                       |             |                                                               |
| 2017                     | KBS Cool FM                  | Park Myung-soo's Radio Show           | 24 tháng 8  | Cả nhóm                                                       |
| 2017                     | Lee Hong-ki's Kiss the Radio | 28 tháng 8                            |             | Cả nhóm                                                       |
| 2017                     | SBS Power FM                 | Choi Hwa-jung's Power Time            | 29 tháng 8  | Cả nhóm                                                       |
| 2018                     | MBC Standard FM              | Lee Yoon-suk, Choi Hee's Good Weekend | 3 tháng 3   | Sungwoon, Minhyun, Jaehwan, Woojin, Jinyoung, Daehwi, Kuanlin |
| 2018                     | CBS Standard FM              | Kim Hyun-jung's News Show             | 19 tháng 3  | Kết nối điện thoại                                            |
| 2018                     | SBS Power FM                 | Two O'clock Escape Cultwo Show        | 6 tháng 6   | Sungwoon, Minhyun, Jaehwan, Daniel, Woojin                    |
| Nghệ sĩ solo             |                              |                                       |             |                                                               |
| 2019                     | MBC Standard FM              | Idol Radio                            | 21 tháng 2  | Khách mời                                                     |
| 2019                     | SBS Power FM                 | Two O'clock Escape Cultwo Show        | 28 tháng 2  | Khách mời                                                     |
| 2019                     | SBS Power FM                 | Park So Hyun Lovegame                 | 11 tháng 3  | Khách mời                                                     |
| 2019                     | SBS Power FM                 | Choi Hwa-jung's Power Time            | 19 tháng 4  | Khách mời                                                     |
| 2020                     | Naver Now                    | Midnight Idol                         | 23 tháng 12 | Khách mời                                                     |
| 2021                     | Naver Now                    | Midnight Idol                         | 8 tháng 1   | Khách mời                                                     |

### Sự kiện thời trang
| Năm  | Tên sự kiện                     | Ngày      | Thành phố | Quốc gia | Ghi chú                   |
| 2019 | Chance Chance SS2019 Collection | 6 tháng 4 | Seoul     | Hàn Quốc | Cùng với Daehwi, Donghyun |

## Concert và Tour / Fanmeeting

### Concert và Tour
| Năm                      | Tên                                     | Ngày        | Thành phố            | Quốc gia    | Địa điểm                                               |
| Thành viên của Wanna One |                                         |             |                      |             |                                                        |
| 2017                     | Wanna One Premier Show-Con Debut        | 7 tháng 8   | Seoul                | Hàn Quốc    | Gocheok Sky Dome                                       |
| 2017                     | Wanna One Premier Fan-Con               | 15 tháng 12 | Seoul                | Hàn Quốc    | SK Olympic Handball Gymnasium                          |
| 2017                     | Wanna One Premier Fan-Con               | 16 tháng 12 | Seoul                | Hàn Quốc    | SK Olympic Handball Gymnasium                          |
| 2017                     | Wanna One Premier Fan-Con               | 17 tháng 12 | Seoul                | Hàn Quốc    | SK Olympic Handball Gymnasium                          |
| 2017                     | Wanna One Premier Fan-Con               | 23 tháng 12 | Busan                | Hàn Quốc    | BEXCO                                                  |
| 2017                     | Wanna One Premier Fan-Con               | 24 tháng 12 | Busan                | Hàn Quốc    | BEXCO                                                  |
| 2018                     | Wanna One World Tour - 'One: The World' | 1 tháng 6   | Seoul                | Hàn Quốc    | Gocheok Sky Dome                                       |
| 2018                     | Wanna One World Tour - 'One: The World' | 2 tháng 6   | Seoul                | Hàn Quốc    | Gocheok Sky Dome                                       |
| 2018                     | Wanna One World Tour - 'One: The World' | 3 tháng 6   | Seoul                | Hàn Quốc    | Gocheok Sky Dome                                       |
| 2018                     | Wanna One World Tour - 'One: The World' | 21 tháng 6  | San Jose, California | Hoa Kỳ      | Event Center Arena                                     |
| 2018                     | Wanna One World Tour - 'One: The World' | 26 tháng 6  | Dallas               | Hoa Kỳ      | Trung tâm Hội nghị Fort Worth                          |
| 2018                     | Wanna One World Tour - 'One: The World' | 29 tháng 6  | Chicago              | Hoa Kỳ      | Allstate Arena                                         |
| 2018                     | Wanna One World Tour - 'One: The World' | 2 tháng 7   | Atlanta              | Hoa Kỳ      | Infinite Energy Arena                                  |
| 2018                     | Wanna One World Tour - 'One: The World' | 10 tháng 7  | Chiba                | Nhật Bản    | Makuhari Messe                                         |
| 2018                     | Wanna One World Tour - 'One: The World' | 11 tháng 7  | Chiba                | Nhật Bản    | Makuhari Messe                                         |
| 2018                     | Wanna One World Tour - 'One: The World' | 13 tháng 7  | Singapore            | Singapore   | Sân vận động trong nhà Singapore                       |
| 2018                     | Wanna One World Tour - 'One: The World' | 15 tháng 7  | Jakarta              | Indonesia   | Trung tâm hội nghị và triển lãm Indonesia              |
| 2018                     | Wanna One World Tour - 'One: The World' | 21 tháng 7  | Kuala Lumpur         | Malaysia    | Axiata Arena                                           |
| 2018                     | Wanna One World Tour - 'One: The World' | 28 tháng 7  | Hồng Kông            | Trung Quốc  | AsiaWorld–Expo                                         |
| 2018                     | Wanna One World Tour - 'One: The World' | 29 tháng 7  | Hồng Kông            | Trung Quốc  | AsiaWorld–Expo                                         |
| 2018                     | Wanna One World Tour - 'One: The World' | 4 tháng 8   | Băng Cốc             | Thái Lan    | Impact Arena                                           |
| 2018                     | Wanna One World Tour - 'One: The World' | 5 tháng 8   | Băng Cốc             | Thái Lan    | Impact Arena                                           |
| 2018                     | Wanna One World Tour - 'One: The World' | 17 tháng 8  | Melbourne            | Úc          | Hisense Arena                                          |
| 2018                     | Wanna One World Tour - 'One: The World' | 25 tháng 8  | Đào Viên             | Đài Loan    | Nhà thi đấu đa năng Đại học Thể thao Quốc gia Đài Loan |
| 2018                     | Wanna One World Tour - 'One: The World' | 26 tháng 8  | Đào Viên             | Đài Loan    | Nhà thi đấu đa năng Đại học Thể thao Quốc gia Đài Loan |
| 2018                     | Wanna One World Tour - 'One: The World' | 1 tháng 9   | Manila               | Philippines | Mall of Asia Arena                                     |
| 2019                     | Wanna One Concert - 'Therefore'         | 24 tháng 1  | Seoul                | Hàn Quốc    | Gocheok Sky Dome                                       |
| 2019                     | Wanna One Concert - 'Therefore'         | 25 tháng 1  | Seoul                | Hàn Quốc    | Gocheok Sky Dome                                       |
| 2019                     | Wanna One Concert - 'Therefore'         | 26 tháng 1  | Seoul                | Hàn Quốc    | Gocheok Sky Dome                                       |
| 2019                     | Wanna One Concert - 'Therefore'         | 27 tháng 1  | Seoul                | Hàn Quốc    | Gocheok Sky Dome                                       |
| Nghệ sĩ solo             |                                         |             |                      |             |                                                        |

### Các concert khác
| Năm                      | Tên                                        | Ngày        | Thành phố   | Quốc gia  | Địa điểm                                |
| Trước khi ra mắt         |                                            |             |             |           |                                         |
| 2017                     | Produce 101 Season 2 Finale Concert        | 1 tháng 7   | Seoul       | Hàn Quốc  | Olympic Park, Olympic Hall              |
| 2017                     | Produce 101 Season 2 Finale Concert        | 2 tháng 7   | Seoul       | Hàn Quốc  | Olympic Park, Olympic Hall              |
| Thành viên của Wanna One |                                            |             |             |           |                                         |
| 2017                     | KCON                                       | 20 tháng 8  | Los Angeles | Hoa Kỳ    | Trung tâm Staples                       |
| 2017                     | Incheon International Airport Sky Festival | 3 tháng 9   | Incheon     | Hàn Quốc  | Quảng trường cỏ sân bay quốc tế Incheon |
| 2017                     | Incheon K-pop Concert                      | 9 tháng 9   | Incheon     | Hàn Quốc  | Sân vận động Incheon Munhak             |
| 2017                     | KCON                                       | 23 tháng 9  | Sydney      | Úc        | Qudos Bank Arena                        |
| 2017                     | Gangnam Festival K-pop Concert             | 29 tháng 9  | Seoul       | Hàn Quốc  | COEX Yeongdongdae-ro                    |
| 2017                     | Korea Music Festival                       | 30 tháng 9  | Seoul       | Hàn Quốc  | Gocheok Sky Dome                        |
| 2017                     | Fever Festival                             | 30 tháng 9  | Seoul       | Hàn Quốc  | Seoul Plaza                             |
| 2017                     | Busan One Asia Festival                    | 22 tháng 10 | Busan       | Hàn Quốc  | Sân vận động chính Asiad Busan          |
| 2017                     | The Seoul Awards                           | 27 tháng 10 | Seoul       | Hàn Quốc  | Kyunghee University Peace Hall          |
| 2017                     | Dream Concert                              | 5 tháng 11  | Pyeongchang | Hàn Quốc  | Sân vận động Olympic Pyeongchang        |
| 2018                     | Music Bank                                 | 23 tháng 3  | Santiago    | Chile     | Movistar Arena                          |
| 2018                     | KCON                                       | 13 tháng 4  | Chiba       | Nhật Bản  | Makuhari Messe                          |
| 2018                     | Seowon Valley Green Concert                | 27 tháng 5  | Gyeonggi    | Hàn Quốc  | Seowon Valley Golf Course               |
| 2018                     | KCON                                       | 24 tháng 6  | Newark      | Hoa Kỳ    | Trung tâm Prudential                    |
| 2018                     | M Coundown                                 | 5 tháng 7   | Đài Bắc     | Đài Loan  | Nhà thi đấu Đài Bắc                     |
| 2018                     | Ulsan Summer Festival                      | 23 tháng 7  | Ulsan       | Hàn Quốc  | Sân vận động Ulsan                      |
| 2018                     | Korea Music Festival                       | 1 tháng 8   | Seoul       | Hàn Quốc  | Gocheok Sky Dome                        |
| 2018                     | KCON                                       | 11 tháng 8  | Los Angeles | Hoa Kỳ    | Trung tâm Staples                       |
| 2018                     | DMC Festival Super Concert                 | 5 tháng 9   | Seoul       | Hàn Quốc  | Sangam Culture Square                   |
| 2018                     | Hallyu Pop Fest                            | 7 tháng 9   | Singapore   | Singapore | Sân vận động trong nhà Singapore        |
| 2018                     | Hallyu Pop Fest                            | 8 tháng 9   | Singapore   | Singapore | Sân vận động trong nhà Singapore        |
| 2018                     | Daegu Kpop Festival                        | 9 tháng 9   | Daegu       | Hàn Quốc  | Duryu Baseball Stadium                  |
| 2018                     | KCON                                       | 29 tháng 9  | Bangkok     | Thái Lan  | Impact, Muang Thong Thani               |
| 2018                     | Asia Song Festival                         | 3 tháng 10  | Busan       | Hàn Quốc  | Sân vận động chính Asiad Busan          |
| 2018                     | Gangnam Festival                           | 6 tháng 10  | Seoul       | Hàn Quốc  | Youngdongdae Special Stage              |
| 2018                     | BBQ Super Concert                          | 14 tháng 10 | Suwon       | Hàn Quốc  | Sân vận động World Cup Suwon            |
| 2018                     | Busan One Asia Festival                    | 20 tháng 10 | Busan       | Hàn Quốc  | Sân vận động chính Asiad Busan          |
| 2018                     | Jeju Hallyu Festival                       | 4 tháng 11  | Jeju        | Hàn Quốc  | Sân vận động World Cup Jeju             |
| Nghệ sĩ solo             |                                            |             |             |           |                                         |

### Fanmeeting
| Năm                      | Tên Fanmeeting                                                    | Ngày        | Thành phố    | Quốc gia    | Địa điểm                        |
| Thành viên của Wanna One |                                                                   |             |              |             |                                 |
| 2017                     | WANNA ONE 1st Tour Fan Meeting 'Wanna Be Loved'                   | 16 tháng 9  | Bangkok      | Thái Lan    | Bitec Bangna, Hall 106          |
| 2017                     | WANNA ONE 1st Tour Fan Meeting 'Wanna Be Loved'                   | 22 tháng 9  | Singapore    | Singapore   | Zepp@BigBox                     |
| 2017                     | WANNA ONE 1st Tour Fan Meeting 'Wanna Be Loved'                   | 3 tháng 10  | Hongkong     | Trung Quốc  | AsiaWorld-Expo Hall             |
| 2017                     | WANNA ONE 1st Tour Fan Meeting 'Wanna Be Loved'                   | 4 tháng 10  | Hongkong     | Trung Quốc  | AsiaWorld-Expo Hall             |
| 2017                     | WANNA ONE 1st Tour Fan Meeting 'Wanna Be Loved'                   | 6 tháng 10  | Đài Loan     | Đài Loan    | NTU Sports Center               |
| 2017                     | WANNA ONE 1st Tour Fan Meeting 'Wanna Be Loved'                   | 7 tháng 10  | Đài Loan     | Đài Loan    | NTU Sports Center               |
| 2017                     | WANNA ONE 1st Tour Fan Meeting 'Wanna Be Loved'                   | 13 tháng 10 | Manila       | Philippines | Smart Araneta Coliseum          |
| 2018                     | WANNA ONE 1st Tour Fan Meeting 'Wanna Be Loved'                   | 14 tháng 1  | Ma Cao       | Trung Quốc  | Studio City Event Center        |
| 2018                     | WANNA ONE 1st Tour Fan Meeting 'Wanna Be Loved'                   | 19 tháng 1  | Kuala Lumpur | Malaysia    | Stadium Negara                  |
| 2018                     | WANNA ONE 1st Tour Fan Meeting 'Wanna Be Loved'                   | 21 tháng 1  | Jakarta      | Indonesia   | Hall 5 - ICE, BSD City.         |
| Nghệ sĩ solo             |                                                                   |             |              |             |                                 |
| 2019                     | YOON JI SUNG 1st Fanmeeting Tour 'Aside' Tour                     | 23 tháng 2  | Seoul        | Hàn Quốc    | BlueSquare IMarket Hall         |
| 2019                     | YOON JI SUNG 1st Fanmeeting Tour 'Aside' Tour                     | 24 tháng 2  | Seoul        | Hàn Quốc    | BlueSquare IMarket Hall         |
| 2019                     | YOON JI SUNG 1st Fanmeeting Tour 'Aside' Tour                     | 2 tháng 3   | Ma Cao       | Trung Quốc  | Galaxy Broadway Theatre         |
| 2019                     | YOON JI SUNG 1st Fanmeeting Tour 'Aside' Tour                     | 9 tháng 3   | Đài Bắc      | Đài Loan    | NTU Sports Center               |
| 2019                     | YOON JI SUNG 1st Fanmeeting Tour 'Aside' Tour                     | 15 tháng 3  | Singapore    | Singapore   | Zepp@BIGBOX (bị hủy)            |
| 2019                     | YOON JI SUNG 1st Fanmeeting Tour 'Aside' Tour                     | 17 tháng 3  | Kuala lumpur | Malaysia    | MITEC, KL (bị hủy)              |
| 2019                     | YOON JI SUNG 1st Fanmeeting Tour 'Aside' Tour                     | 19 tháng 3  | Tokyo        | Nhật Bản    | Fuchu Forest Art Theatre        |
| 2019                     | YOON JI SUNG 1st Fanmeeting Tour 'Aside' Tour                     | 21 tháng 3  | Osaka        | Nhật Bản    | Zepp Namba                      |
| 2019                     | YOON JI SUNG 1st Fanmeeting Tour 'Aside' Tour                     | 23 tháng 3  | Băng Cốc     | Thái Lan    | BCC Hall, Central Plaza Ladprao |
| 2019                     | Yoon Jisung Special Liveshow "Dear Diary"                         | 29 tháng 4  | Tokyo        | Nhật Bản    | _                               |
| 2019                     | Yoon Jisung Special Liveshow "Dear Diary"                         | 1 tháng 5   | Osaka        | Nhật Bản    | _                               |
| 2019                     | Yoon Jisung Special Fanmeeting "Dear Diary"                       | 4 tháng 5   | Seoul        | Hàn Quốc    | Grand Peace Palace              |
| 2019                     | Yoon Jisung Special Fanmeeting "Dear Diary"                       | 5 tháng 5   | Seoul        | Hàn Quốc    | Grand Peace Palace              |
| 2020                     | Yoon Jisung Online Fanmeeting 'Winter, Flowers (Christmas Story)' | 25 tháng 12 | Seoul        | Hàn Quốc    | Phát sóng trực tiếp             |

## Giải thưởng và đề cử
| Năm  | Giải thưởng                      | Hạng mục             | Đề cử                                | Kết quả | Chú thích |
| 2019 | Stagetalk Audience Choice Awards | Rookie Musical Actor | The Days, Return: That Day's Promise | Đề cử   | [ 30 ]    |